# The Individualism of Gil Evans
The Individualism of Gil Evans, ist ein Jazz-Album von Gil Evans, aufgenommen in sechs Aufnahmesitzungen von September 1963 bis Oktober 1964, veröffentlicht bei Verve Records im Jahr 1964.  Das Album zeigt Evans’ Fähigkeit, Jazz-Orchesterarrangements mit Elementen aus Klassik und moderner Musik zu verbinden. Durch die Verwendung von unkonventionellen Instrumenten und Harmonien schuf er einen einzigartigen Klang, der den Jazz in neue Richtungen führte.

## Vorgeschichte des Albums
Obwohl der Bandleader und Arrangeur Gil Evans Ende der 1950er Jahre mit seinen Produktionen mit Miles Davis (wie Miles Ahead oder Sketches of Spain) und auch eigenen Alben wie Out of the Cool Aufmerksamkeit erregt hatte, entstanden im Zeitraum von 1961 bis 1968 nur sehr wenige Aufnahmen. Für ein Projekt mit Miles Davis wurde zwar der Titel „The Time of the Barracudas“ aufgenommen, damals aber nicht veröffentlicht. Die wenigen Aufnahmen von Evans als Bandleader in dieser Zeit sind auf dem Album „The Individualism of Gil Evans“ zu finden. Die Besetzungen der sechs Sessions sind überlappend; neben Musikern, die schon bei den vorangegangenen Alben „Gil Evans and Ten“ sowie „Out of the Cool“ mitwirkten, wie Jimmy Cleveland, Johnny Coles, Steve Lacy, Elvin Jones und Jimmy Knepper stießen weitere Jazzgrößen wie Wayne Shorter, Eric Dolphy, Phil Woods und Kenny Burrell hinzu.

## Das Album
Mit dem nun breiteren Raum für Improvisationen nahm Evans teilweise die Musik seines späteren „Monday Night Orchestras“ vorweg. Heraus ragt besonders der Titel „Hotel Me“: Die Komposition, in Kooperation mit Miles Davis entstanden, ist einfach angelegt, wobei die „kehligen Schreie“ des Bläsersatzes auffallen. Letztlich das Beeindruckendste am ganzen Album sind die Klangbilder, die Evans geschaffen hat. Harry Lachner schrieb in seiner Würdigung als eines der 50 „Jahrhundertaufnahmen des Jazz“, dass das Album 

„wie keine andere seiner Platten die divergierende Sprache des Klangs nutzt, den Reichtum einer Instrumentierung, die fern vom Jazz liegt, mit Harfe, Oboen, Flöten und Waldhörnern. Völlig unkonventionell war auch Evans´ Kunst, die Solisten in den Ensembleklang einzubinden. Aber diesen Klang erzielte er auch, indem er für die ersten Hauptlinien völlig überraschende Nebenlinien schrieb. (...) Bei "El Toredor" (arrangiert für den Trompeter Johnny Coles) fungiert das Orchester nicht nur als Grundierung für das Trompeten-Solo, es erscheint im Wechsel als Vor-Echo oder als Nach-Hall.“

Roger Willemsen schrieb in seiner Besprechung, es sei 

„ein überbordend reiches Album, ein musikalisches Bergwerk, in dem sich das Melodische und Balladeske ebenso findet wie die spröde Rhythmik des Bebop, die Travestie des Blues oder der Nachhall des Swing. Da klingen selbst so große Solisten wie Wayne Shorter, Thad Jones und Kenny Burrell, wie man sie nie hörte, denn sie interpretieren ihre Rolle vor allem als Ensemblespieler“

## Rezeption
Die Musikzeitschrift Jazzwise nahm das Album in die Liste The 100 Jazz Albums That Shook the World auf; Keith Shadwick schrieb:
„Als zurückhaltender Selbstvermarkter wurde Evans nur selten in die Aufnahmestudios gebeten, um Alben abzuliefern, die voll seinen musikalischen Vorstellungen entsprachen [...] Dieses ist sein ambitioniertestes und zufriedenstellendes Album, es umfasst seine Liebe zu Kurt Weill, dem Blues, spanischer Musik und kraftstrotzende Eigenkompositionen, alles in so durchscheinende Arrangements getaucht, das man den Eindruck hat, ein einzigartig verzaubertes musikalisches Land zu betreten [...]“.
Das Magazin Rolling Stone  wählte das Album 2013 in seiner Liste Die 100 besten Jazz-Alben auf Platz 43. 1988 wurde es mit dem Prix Fats Waller als beste Wiederveröffentlichung des Jahres ausgezeichnet.

## Die Titel
- CD-Version 1993:

1. „Time of the Barracudas“ (Miles Davis/Gil Evans) 7:26
2. „The Barbara Song“ (Kurt Weill) 9:59
3. „Las Vegas Tango“ (Gil Evans) 6:35
4. A. „Flute Song“ (Gil Evans) B. „Hotel Me“ (M. Davis/G. Evans) 12:29
5. „El Toreador“ (G. Evans) 3:26
6. „Proclamation“ (G. Evans) 3:55
7. „Nothing Like You“ (Bob Dorough) 2:36
8. „Concorde“ (John Lewis) 7:39
9. „Spoonful“ (Willie Dixon) 13:46

- LP-Version 1964: Track 2, 3 und 4A & 4B, 5
- Die Session-Abfolge:

1. 17. September 1963: Titel 4A
2. 18. September 1963: Titel 5
3. 6. April 1964: Titel 3& 4B
4. 25. Mai 1964: Titel 8 & 9
5. 9. Juli 1964: Titel 1 & 2
6. 29. Oktober 1964: Titel 6 & 7